# Джалал Ікрамі
Джала́л Ікрамі́ (також Джалол Ікромі; тадж. Ҷалол Икромӣ; нар. 7 (20) вересня 1909, Бухара, Бухарський емірат, тепер Узбекистан — 1993) — таджицький радянський письменник, класик сучасної таджицької літератури; Народний письменник Таджикистану.

## Біографія
Ікромі Джалол народився 7 (20) вересня 1909 в місті Бухарі (тепер Узбекистан) у родині судді.
У 1928 році закінчив учительський Інститут.
1930 року Ікрамі переїхав до Душанбе. Працював науковим співробітником у Комітеті з вивчення Таджикистану, що в подальшому був реорганізований у Науково-дослідницький інститут мови та літератури; співробіником і відповідальним секретарем літературних часописів, завідував літературною частиною Таджицького державного ордену Червоного Прапора академічного театру драми ім. Лахуті; був редактором Таджицького державного видавництва.
Від 1935 року Джалал Ікрамі — член Спілки письменників Таджикистану; від 1945 року — член КПРС.
У повоєнний час Ікрамі був членом Президіуму Правління Спілки письменників Таджикистану, членом редколегії часопису «Памир»; неодноразово обирався депутатом Душанбинської міської Ради депутатів трудящих.
Нагороджений 3 орденами Трудового Червоного Прапора, орденом Дружби народів, орденом «Знак Пошани», медалями і Почесними грамотами Президіуму Верховної Ради Таджицької РСР.
Ікромі Джалол помер у 1993 році і був похований на кладовищі в Лучобі.
У вересні 2009 року в Таджикистані відзначили 100-літній ювілей від дня народження Джалола Ікромі.

## Творчість
Перші вірші Джалал Ікрамі опублікував у 1920-х роках.
Визначну роль у письменницькій долі Дж. Ікрамі відіграв С. Айні, який порадив тому випробувати свої сили не в поезії, а у прозі, і який постійно і настійливо вимагав переробляти вже написане та взявся редагувати перші оповідання Ікромі.
Перша збірка оповідань письменника «Життя і перемога» побачила світ у 1934 році.
1962 року було надруковано найбільший і найзначніший твір Ікрамі — роман «Дочка вогню», у якому талановито показане життя Бухари напередодні падіння емірату, у перші роки революції та радянської влади в Бухарі. У 1964 році цей роман був удостоєний Державної премії Таджицької РСР ім. Рудакі.
Теми ранніх оповідань Ікрамі — розкріпачення жінок Сходу, Громадянська війна, викриття лицемірства духовенства.
Джалал Ікрамі — автор повісті «Змія» (1934), драми «Ворог» (1933), комедії «Насіння любові» (1937), романів «Шоді» (ч. 1—2, 1949), у якому подана картина становлення колгоспного устрою в Таджикистані повоєнного часу; «Дочка вогню» (1962) про долю таджицької жінки до революції; «Визнаю себе винним» (1957); трилогії «Дванадцять воріт Бухари» (1962—74).
Ікромі інсценував оповідання «Нещасна дівчина» (1950) і роман «Дохунда» (1954) С. Айні.
Нариси Ікрамі «Герой дніпровського берега», «Від Душанбе до Києва» — про дружбу таджицького і українського народів.
Найповніше чотиритомне зібрання творів Дж. Ікрамі було видано у 1968—73 роках.

## Виноски
1. ↑  Гоїбназарова Тахміна У столиці вшанували пам'ять Джалола Ікромі [Архівовано 7 травня 2015 у Wayback Machine.] // інф. за 18 вересня 2009 року на www.khovar.tj (Ховар. Національне інформаційне агентство Таджикистану) [Архівовано 23 жовтня 2005 у Wayback Machine.]
2. ↑  Шодикулов Х. Ікрамі Джалол // Українська радянська енциклопедія : у 12 т. / гол. ред. М. П. Бажан ; редкол.: О. К. Антонов та ін. — 2-ге вид. — К. : Головна редакція УРЕ, 1979. — Т. 4 : Електрод — Кантаридин. — 558, [2] с., [34] арк. іл. : іл., портр., карти + 1 арк с., стор. 353